# Steinkiste auf dem Hartberg

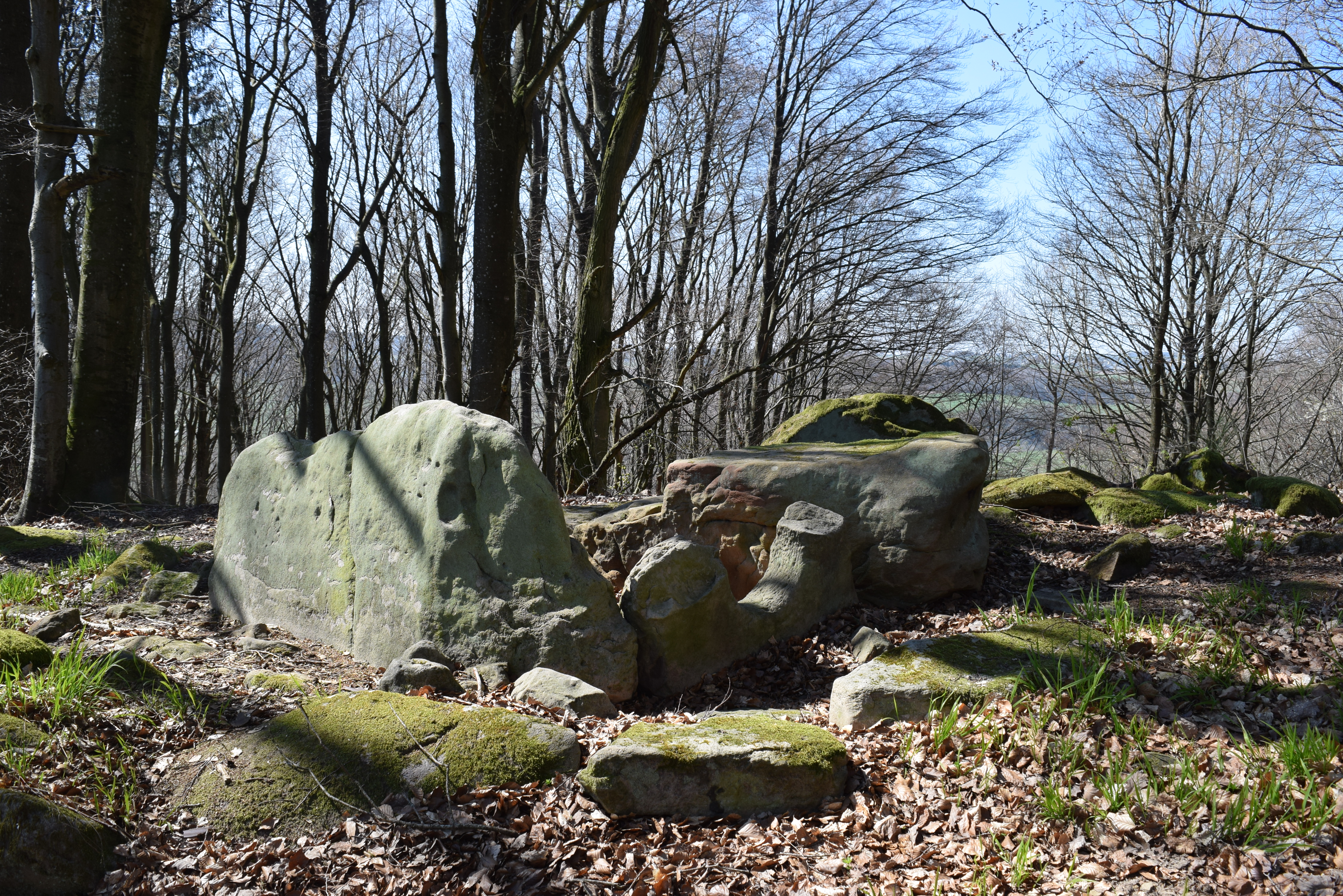
Steinkiste auf dem Hartberg

Die Steinkiste auf dem Hartberg ist ein Steinkistengrab der ausgehenden Jungsteinzeit auf der Gemarkung der Ortsgemeinde Schankweiler im Eifelkreis Bitburg-Prüm in Rheinland-Pfalz. Die Steinkiste ist als Kulturdenkmal geschützt.

## Geographische Lage
Die Grabstätte befindet sich am westlichen Steilhang des sogenannten Hartberges, nordöstlich von Schankweiler am Rande eines Waldgebietes. Sie liegt an einem Aufschluss, der das Baumaterial lieferte.

## Beschreibung
Das Grab besteht aus drei Sandsteinplatten, die zusammen mit einem Aufschlussstein eine etwa 2,0 m lange und 1,2 m breite rechteckige Steinkiste bilden, die 1966 durch das Rheinische Landesmuseum Trier ausgegraben wurde. Steinkisten bzw. Galeriegräber dieser Art wurden im Neolithikum um 2800 v. Chr. errichtet.
Die Platte der nördlichen Stirnwand ist mittig zerbrochen und weist die Hälfte eines runden Loches von etwa 70 cm Durchmesser auf. Dieses Seelenloch ist eine Zugangsöffnung, die sich ansonsten bei Anlagen anderen Typs in Frankreich und Hessen findet. Durch den verschließbaren Zugang konnten im Laufe der Zeit immer wieder neue Bestattungen deponiert werden. Die Deckenplatte und die obere Hälfte der Frontplatte mit dem Seelenloch wurden während der Hallstattzeit entfernt, als hier und an umliegenden Felsen Baumaterial gewonnen wurde. Ursprünglich war die Steinkiste von einem Erdhügel bedeckt. Die Informationstafel zeigt noch ein Portal vor dem Seelenloch. Die Steinkiste von Schankweiler ist das einzige jungsteinzeitliche Kollektivgrab in Rheinland-Pfalz.
An Grabbeigaben wurden Messer und Pfeilspitzen aus Feuerstein und zerscherbte Gefäße gefunden. Es fand sich auch ein kleiner Becher mit sogenannter Stacheldrahtverzierung aus der frühen Bronzezeit, der auf eine lange Nutzung der Anlage hinweist.